# Clarkia epilobioides
Clarkia epilobioides là một loài thực vật có hoa trong họ Anh thảo chiều. Loài này được (Nutt.) A.Nelson & J.F.Macbr. mô tả khoa học đầu tiên năm 1918.

## Hình ảnh

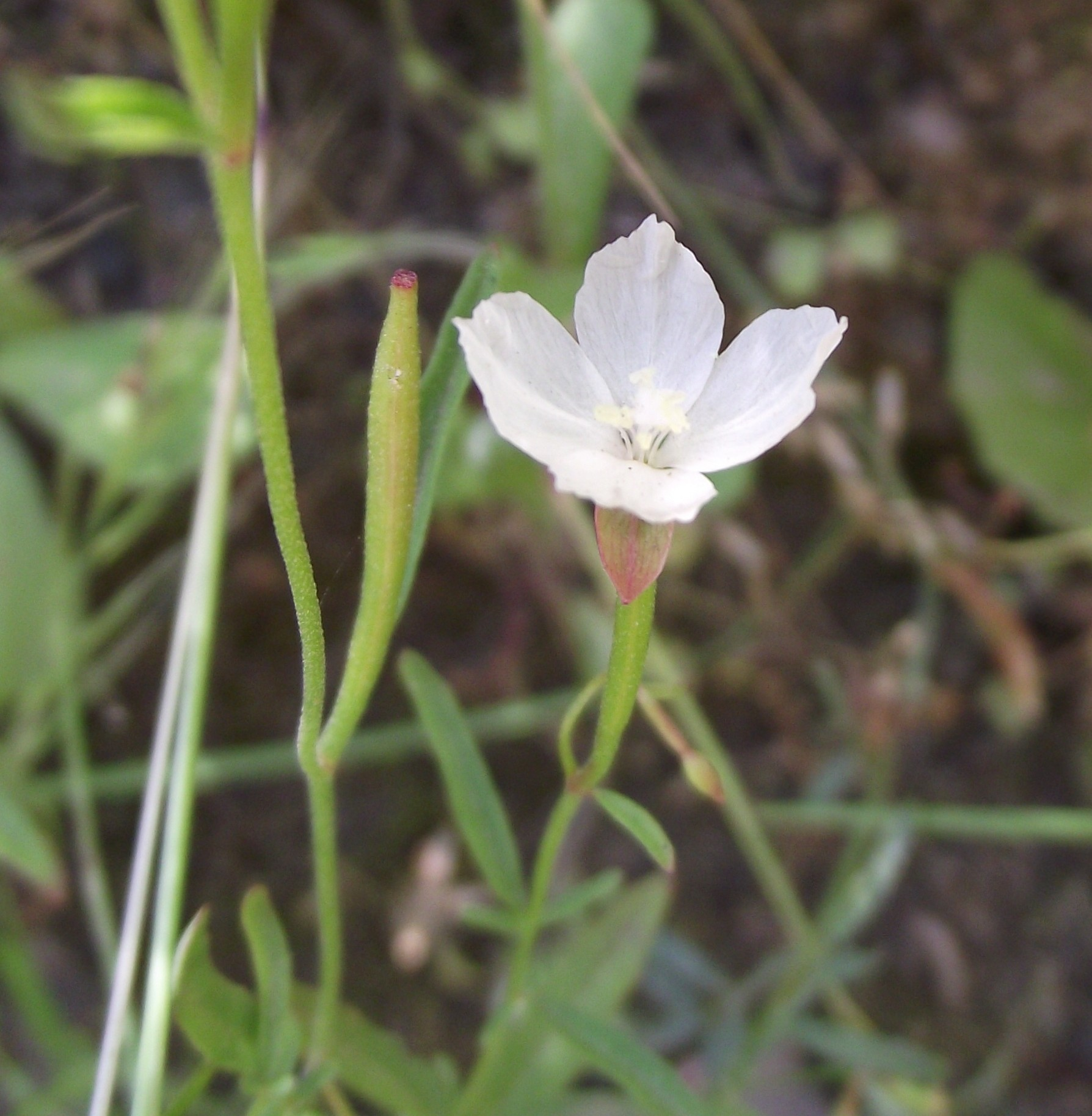